# Градієнтний вітер
Градіє́нтний ві́тер — рух повітря за відсутності сили тертя, по прямолінійних (геострофічний вітер) або кругових траєкторіях, що збігаються з ізобарами.
Умови виникнення градієнтного вітру: рівновага між діючою силою градієнта тиску та інерційними силами: відцентрової і силою Коріоліса. Градієнтний вітер виникає у вільній атмосфері вище шару тертя (приблизно вище 1000 м над земною поверхнею).
Розрахунок параметрів градієнтного вітру дещо складніший, ніж геострофічного. Обчислити значення градієнтного вітру ({\displaystyle V_{vg}}) можна таким чином:
{\displaystyle {V_{vg} \over {R}}-{fV_{vg}}=-g{{\delta z} \over {\delta n}}},
де R являє собою радіус кривизни контуру ізогіпс, f це Сила Коріоліса, g — гравітаційне прискорення, {\displaystyle {{\delta z}/{\delta n}}\qquad } зміна висоти поверхні постійного тиску в напрямку, перпендикулярному до вітру і спрямованому у бік нижчих висот (ліворуч в північній півкулі і праворуч — на півдні).

## Виноски
1. ↑  Gradient wind // Glossairy of Meteorology. — American Meteorological Society, 2010-03-27. Архів оригіналу за 28 травня 2008. Процитовано 18 квітня 2015.

## Ресурси Інтернету
- Градієнтний вітер [Архівовано 16 квітня 2015 у Wayback Machine.]
- Градієнтний вітер. Велика Радянська Енциклопедія